# Хари Мулиш
Хари Мулиш (на нидерландски: Harry Mulisch, 29 юли 1927, Харлем – 30 октомври 2010, Амстердам) е холандски писател. Заедно с Вилем Херманс и Герард Реве е считан за един от творците от „голямата тройка“ в следвоенната нидерландска литература. Публикува романи, пиеси, есета, стихове и философски трудове. Неговата най-известна творба е романът „Откриването на небето“ (преведена на български от Мария Нешкова-Равен и издадена през 2018 г.).

## Биография
Мулиш е роден в Харлем и живее в Амстердам от 1958 г., след смъртта на баща си предната година. Бащата на Мулиш произхожда от Австро-Унгария и се премества в Холандия след Първата световна война. По време на германската окупация през Втората световна война, той работи в германска банка, която съхранява конфискувани спестявания на евреи. Майката на Мулиш е еврейка и заедно с Хари избягва изпращането в концентрационен лагер, благодарение на сътрудничеството на бащата с нацистите. Заради произхода на родителите си, Мулиш описва сам себе си с думите „Аз съм Втората световна война“.